# ميدع
المِيْدَع هو ثوب بدون أكمام يرتدى كمئزر.